# Fort Grosnez
Fort Grosnez ist ein viktorianisches Küstenfort
auf einer nach Norden weisenden Halbinsel im Norden der Kanalinsel Alderney, westlich der Braye-Bucht, in deren Verlängerung der Wellenbrecher von Alderney liegt. Der Bau des Forts wurde 1850 beschlossen und 1851–1853 durchgeführt.
Fort Grosnez war mit 28 Kanonen in 7 Batterien ausgestattet. Die Braye Battery in der Bucht war mit 9 Kanonen bewaffnet. Dort lag eine Garnison der königlichen Artillerie.